# Tadeusz Kazimierz Wańkowicz
Tadeusz Kazimierz Wańkowicz herbu Lis – podczaszy miński, łowczy miński, koniuszy miński w latach 1766–1772, starosta szatrowski.
Żonaty z Hanną Świętorzecką.
W 1768 roku wyznaczony ze stanu rycerskiego do Asesorii Wielkiego Księstwa Litewskiego. 